# Kopenhaga
Kopenhaga (duń. København [kʰøb̥m̩ˈhɑʊ̯ˀn] ( odsłuchaj), łac. Hafnia) – stolica i największe miasto Danii położone na wschodnim wybrzeżu wyspy Zelandia i częściowo Amager. Od 1 lipca 2000 połączona jest mostem nad Sundem ze szwedzkim Malmö. W 2023 mieszkało w niej 653 664 osób, a cały zespół miejski tzw. „Wielkiej Kopenhagi” liczył 1 363 269 mieszkańców.

## Klimat
W Kopenhadze panuje klimat morski. Przejawia się to częstymi opadami oraz dużą wilgotnością powietrza. Najcieplejsze miesiące to lipiec i sierpień, lecz są one też najbardziej deszczowe. Roczne amplitudy temperatur są niskie – oznacza to, że zimy są łagodne, a lata chłodne.
| Miesiąc                          | Sty  | Lut  | Mar  | Kwi  | Maj  | Cze  | Lip | Sie  | Wrz  | Paź  | Lis  | Gru  | Roczna |
| -------------------------------- | ---- | ---- | ---- | ---- | ---- | ---- | --- | ---- | ---- | ---- | ---- | ---- | ------ |
| Średnie temperatury w dzień [°C] | 3    | 2    | 5    | 9    | 16   | 19   | 21  | 21   | 16   | 12   | 7    | 4    | 11     |
| Średnie temperatury w nocy [°C]  | -1   | -2   | 0    | 2    | 7    | 11   | 13  | 12   | 10   | 7    | 3    | 0    | 5      |
| Opady [mm]                       | 43.2 | 25.4 | 35.6 | 40.6 | 43.2 | 53.3 | 66  | 73.7 | 50.8 | 53.3 | 53.3 | 50.8 | 670,6  |
| Źródło: Weatherbase              |      |      |      |      |      |      |     |      |      |      |      |      |        |

## Historia

### Średniowiecze
Kopenhaga nie należy do najstarszych miast Danii, chociaż ślady ludzkiej bytności w tym miejscu pochodzą z epoki kamiennej (ok. 10 000 lat przed n.e.). W czasach wikingów istniało tutaj targowisko, ale miasto założył dopiero w 1167 r. biskup Roskilde Absalon, który otrzymał tę część Zelandii z nadania króla Waldemara I w poł. XII w. Z inicjatywy Absalona wzniesiono gród warowny, Slotsholmen, na wyspie naprzeciw niewielkiej osady rybackiej zwanej Havn (port). W 1191 r. Absalon zapisem testamentowym przekazał Kopenhagę na własność biskupom Roskilde. W Księdze Ziemskiej króla Waldemara I (Kong Valdemars Jordebog) z 1231 r. nazwana została Kiopmanhafn (kupiecki port). Miejsce założenia Kopenhagi nie było przypadkowe. Leżało bowiem w połowie drogi pomiędzy ówcześnie ważnymi ośrodkami władzy królewskiej w Danii, Roskilde i Lund, i było miejscem krzyżowania się szlaków handlowych: lądowego z Zelandii do Skanii i morskiego, z Bałtyku w kierunku Morza Północnego przez Sund. Strategiczna rola tego miejsca miała znaczenie pierwszoplanowe dla Absalona przy podjęciu decyzji o założeniu miasta właśnie w tym miejscu. Wokół grodu warownego wyrosło z czasem średniowieczne miasto, które w 1209 r. otrzymało kościół NMP, dzisiejszą katedrę.
W 1254 r. Kopenhaga otrzymała prawa miejskie. Korzystnie usytuowany port i rozwijający się ruch handlowy poprzez Sund były ważnymi czynnikami wpływającymi na rozwój Kopenhagi, która w XIII w. była ważnym ośrodkiem handlowym. Największym zagrożeniem dla Kopenhagi było silne miasto hanzeatyckie, Lubeka, która nie zamierzała tolerować konkurencji Kopenhagi. W XIV w. miasto przeżyło kilka najazdów floty z Lubeki, a w latach 1368–1369 zostało zniszczone przez siły Hanzy (rozebrano umocnienia miejskie i wyładowawszy pochodzącymi z nich kamieniami statki, zatopiono je w porcie blokując go). Miasto było przedmiotem rozgrywek między biskupem, królem i Hanzą, ale przez większą część średniowiecza pozostało we władaniu biskupów z Roskilde. Podczas walk o panowanie nad Kopenhagą między królem Krzysztofem I a biskupem Roskilde Jakobem Erlandsenem, miasto zostało spalone i obrabowane w 1259 r. Średniowieczna Kopenhaga posiadała 4 kościoły i kilka klasztorów, które dominowały w panoramie miasta. Część Kopenhagi rozciągająca się wokół katedry i założonego w 1479 r. uniwersytetu, była centrum władzy biskupiej w mieście. Siedliskiem władzy świeckiej był wzniesiony na ruinach biskupiego Slotsholmen, nowy zamek, w którym od 1420 r. rezydował król Danii Eryk Pomorski (w 1416 r. król odebrał miasto biskupowi Roskilde). Król nadał Kopenhadze w 1422 r. przywileje handlowe i wspierał gospodarczy rozwój miasta. W 1443 r. Kopenhaga stała się de facto stolicą państwa. Od tego czasu datuje się szybki wzrost znaczenia miasta, nie tylko jako centrum handlowo-rzemieślniczego, ale również politycznego i naukowego. W latach 1445–1767 Kopenhaga była miastem koronacyjnym królów Danii. W 1500 r. liczyła 10 000 mieszkańców. Reformacja w 1536 r. zakończyła na dobre rozgrywki między biskupami Roskilde i królami Danii o Kopenhagę, pozostawiając miasto w ręku tych ostatnich

### Czasy poreformacyjne
Od momentu przeniesienia centrum władzy królewskiej do Kopenhagi kontrolowanie miasta było równoznaczne z posiadaniem władzy nad krajem. Kopenhaga była usytuowana w samym środku Królestwa Danii przy Sundzie, który był ważnym szlakiem handlowym i źródłem podstawowych dochodów kraju z nakładanych ceł. Dania w tamtych czasach była mocarstwem regionalnym w Skandynawii, Chrystian IV pragnął więc nadać swojej stolicy odpowiedni wygląd. Jego panowanie przyniosło Kopenhadze wielką rozbudowę (m.in. w 1619 r. powstała ufortyfikowana dzielnica portowa Christianshavn), a miasto zostało ozdobione wieloma wspaniałymi budynkami, które istnieją do dzisiaj i często są uważane za symbole duńskiej stolicy (zamek Rosenborg, kościół św. Trójcy z Okrągłą Wieżą, budynek Giełdy, dzielnica mieszkalną Nyboder i wiele innych). Rosła też liczba mieszkańców. W 1600 r. było ich ok. 12 tys., w 1630 – ok. 25 tys., a w 1700 ok. 60 tys. Fortyfikacje miejskie wzniesione za panowania Chrystiana IV zdały w pełni egzamin podczas oblężenia miasta przez Szwedów w l. 1658-1660, którzy miasta nie zdobyli. W czasach monarchii absolutnej Fryderyk III kontynuował politykę umacniania Kopenhagi jako twierdzy, szczególnie w obliczu zagrożenia szwedzkiego po tym, jak Dania utraciła Skanię i z miasta położonego w centrum kraju stała się nagle miastem na jego rubieżach. W jego czasach wzniesiono Kastellet, twierdzę obronną położoną na północ od centrum Kopenhagi. Podczas wielkiej wojny północnej, latem 1700 r., Kopenhaga przeżyła ponowne oblężenie, tym razem połączonych sił angielsko-holendersko-szwedzkich. Flota tych krajów dokonała bombardowania miasta, które jednak nie wyrządziło większych strat. Następną plagą, jaka nawiedziła duńską stolicę, była epidemia dżumy w 1711 r. Zmarła wtedy 1/3 mieszkańców.
Za panowania Chrystiana V wzniesiono nowy plac pomiędzy starym miastem i nową Kopenhagą, Kongens Nytorv, z konnym pomnikiem króla, co miało być propagandowym wyrazem potęgi monarchii absolutnej. W październiku 1728 r. doszło do wielkiego pożaru Kopenhagi, który strawił 2/5 miasta. Przez 3 dni pożogi spłonęło 1670 domów i przepadły tysiące skarbów kultury nagromadzonych w tej części miasta. Odbudowa miasta po wielkim pożarze nadała mu też inny charakter: większość domów odbudowano według ówcześnie panujących prądów w architekturze: do Kopenhagi zawitał barok. W 1794 r., po kolejnym wielkim pożarze Zamku Królewskiego Christiansborg, rodzina królewska przeniosła się do Amalienborga, który dotychczas pełnił rolę rezydencji podmiejskiej. W 1795 r. stare miasto ponownie strawił pożar. Jego pastwą padło 941 domów. W kwietniu 1801 r. na redzie portu kopenhaskiego doszło do bitwy morskiej floty duńskiej z brytyjską. Pokonani Duńczycy zmuszeni zostali do rezygnacji z polityki neutralności. Brytyjska flota wróciła we wrześniu 1807 r. po tym, jak Dania stanęła po stronie Napoleona. Doszło wtedy do pierwszego w historii terrorystycznego bombardowania dzielnic zamieszkanych przez ludność cywilną. Ze szczególną zaciekłością bombardowano kościoły i dzielnice mieszkaniowe. Pożary pochłonęły 290 budynków, w tym katedrę; śmierć poniosło 2000 osób cywilnych ze 100 000, które miasto liczyło w roku 1800. Kopenhaga została obrócona w gruzy, a flota duńska stacjonująca w porcie skonfiskowana przez Anglików.

### Czasy najnowsze od 1815 r.
Okres po zakończeniu wojen napoleońskich to czasy stagnacji i – paradoksalnie – niezwykłego rozkwitu kulturalnego Kopenhagi. Nigdy dotąd nie działało tutaj tylu wybitnych pisarzy (np. H.Ch. Andersen), filozofów (np. S. Kierkegaard), rzeźbiarzy (np. B. Thorvaldsen) i malarzy. Prężnie rozwijały się również środowiska studenckie dając początek prądom odrodzenia narodowego i demokratyzacji życia politycznego. Na tej fali w 1848 r. doszło w stolicy do demonstracji przed Zamkiem Królewskim Christiansborg, której uczestnicy domagali się wprowadzenia konstytucji. Została ona przyjęta w roku następnym, a Christiansborg stał się siedzibą duńskiego parlamentu, Folketingu. W 1856 r. doszło do ważkich zmian na mapie stolicy. Rosnąca liczba ludności i pogarszające się warunki sanitarne (epidemia cholery w 1853 r.) w przeludnionym mieście były przyczyną rozebrania fortyfikacji otaczających je i uniemożliwiających mu swobodny rozwój. Już podczas brytyjskiego bombardowania Kopenhagi w 1807 r. stało się jasne, że umocnienia te dawno utraciły swoją funkcję. II połowa XIX w. była okresem rozrostu terytorialnego Kopenhagi, jej urbanizacji i industrializacji (powstał wtedy m.in. browar Carlsberga). Wraz z tymi przemianami zaczęła gwałtownie wzrastać liczba ludności, spowodowana, między innymi, napływem siły roboczej do miasta: w 1870 Kopenhaga liczyła 181 291 mieszk., w 1900 r. już 360 787. Od 1857 r. miasto było oświetlane za pomocą latarni gazowych, od 1859 r. miało nowoczesne wodociągi, od 1860 r. kanalizację, od 1863 r. tramwaje konne (elektryczne od 1894 r.), od 1878 telefony, a od 1892 elektryczność.

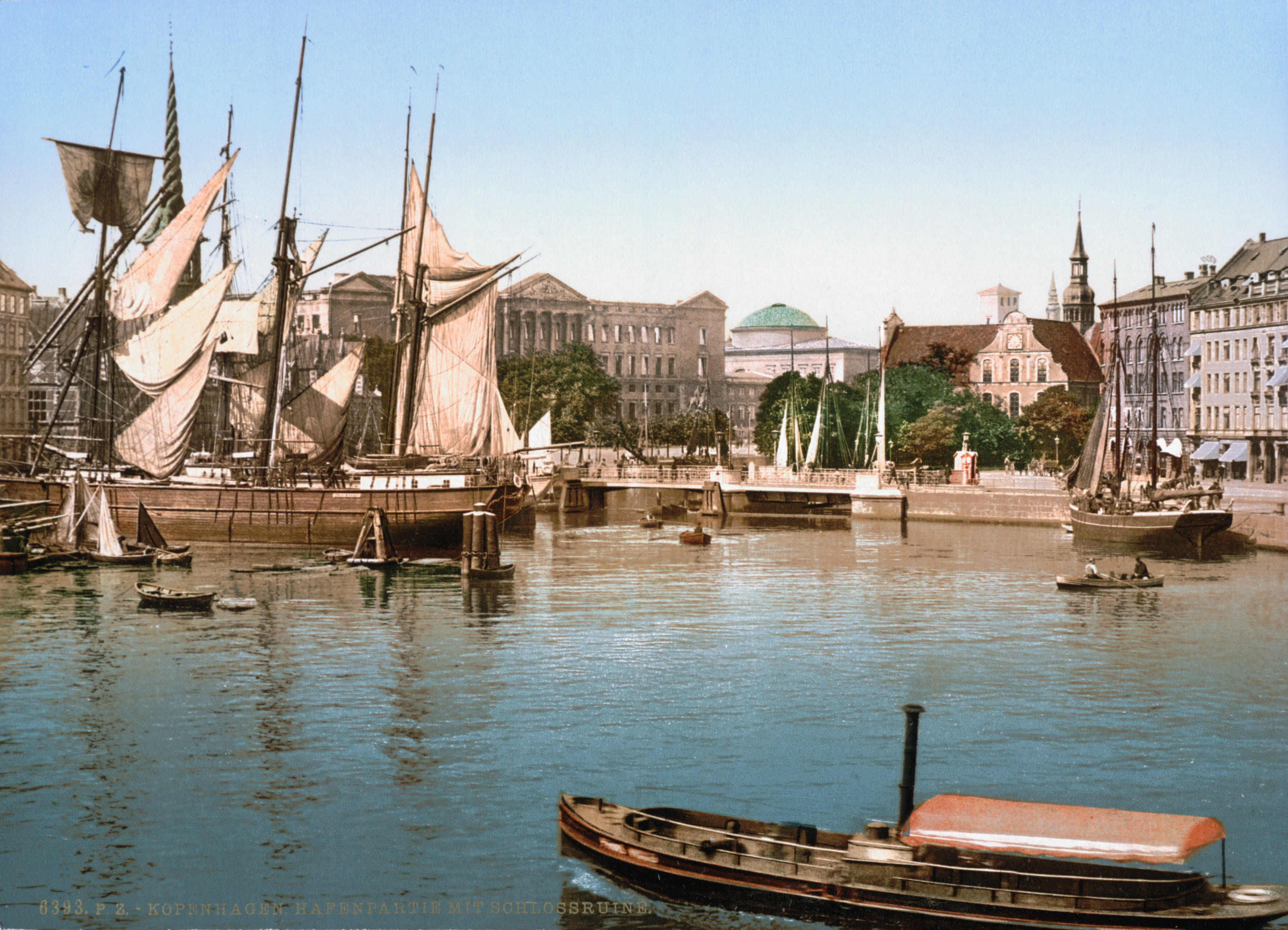
Widok centrum Kopenhagi, ok. 1890 r.

W 1911 r. Kopenhaga otrzymała nowoczesny dworzec kolejowy, który zastąpił poprzedni. Miasto zostało również ozdobione wieloma interesującymi budynkami publicznymi (np. kopenhaski ratusz). W l. 1891-94 wybudowano nowy port. Na pocz. XX w. doszło do powiększenia obszaru miasta poprzez przyłączenie sąsiednich miejscowości, należących obecnie do tzw. Wielkiej Kopenhagi: w 1901 r. przyłączono Valby, w 1902 r. Amager, Sundbyvester i Sundbyøster. Stopniowo zaczęto również likwidować dzielnice nędzy w centrum miasta. Ich miejsce zajęły biura, sklepy, przedsiębiorstwa i inne. Rozbudowywano również dzielnice mieszkaniowe, aby zaspokoić rosnące potrzeby (Nørrebro, Vesterbro, Østerbro). W 1914 r. liczba mieszkańców Kopenhagi osiągnęła 615 000 i stała się ona nowoczesnym miastem przemysłowym. W latach międzywojennych Kopenhaga nadal była rozbudowywana. W 1934 miasto i aglomeracja kopenhaska otrzymały kolej podmiejską. W roku 1940 Wielka Kopenhaga osiągnęła milion mieszkańców. Port kopenhaski nie tylko utrzymał rolę ważnego portu handlowego, ale odgrywał również istotną rolę w ruchu turystycznym. W latach 30 XX w. był przystankiem Linii Gdynia-Ameryka. Zawijał tu m.in. polski transatlantyk MS Piłsudski. W latach 1940–1945 miasto znalazło się pod okupacją niemiecką. Od 1943 r. było centrum ruchu oporu i miejscem wielu akcji sabotażowych. W maju 1945 r. zostało wyzwolone przez duński ruch oporu i wojska brytyjskie. Lata powojenne przyniosły braki na rynku mieszkaniowym, co stało się powodem budowy nowych dzielnic mieszkaniowych, m.in. Bellahøj w latach 50 XX w., Sundbyvester i Gladsakse w l. 60 XX w. i wielu innych.

## Zabytki i atrakcje turystyczne Wielkiej Kopenhagi
Świątynie:

Posąg Małej Syrenki

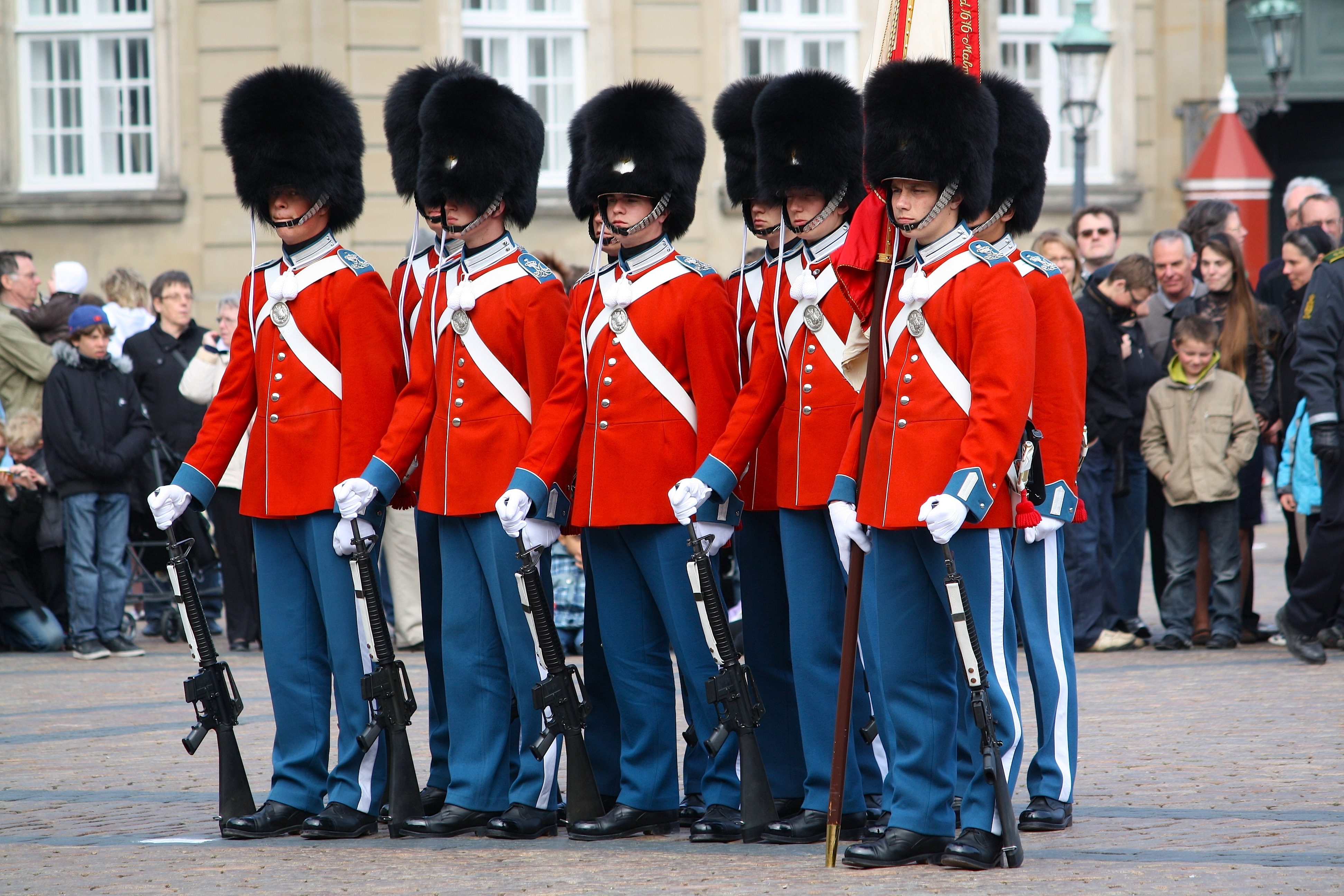
Zmiana warty przed Pałacem Królewskim Amalienborg w dniu urodzin królowej Małgorzaty II

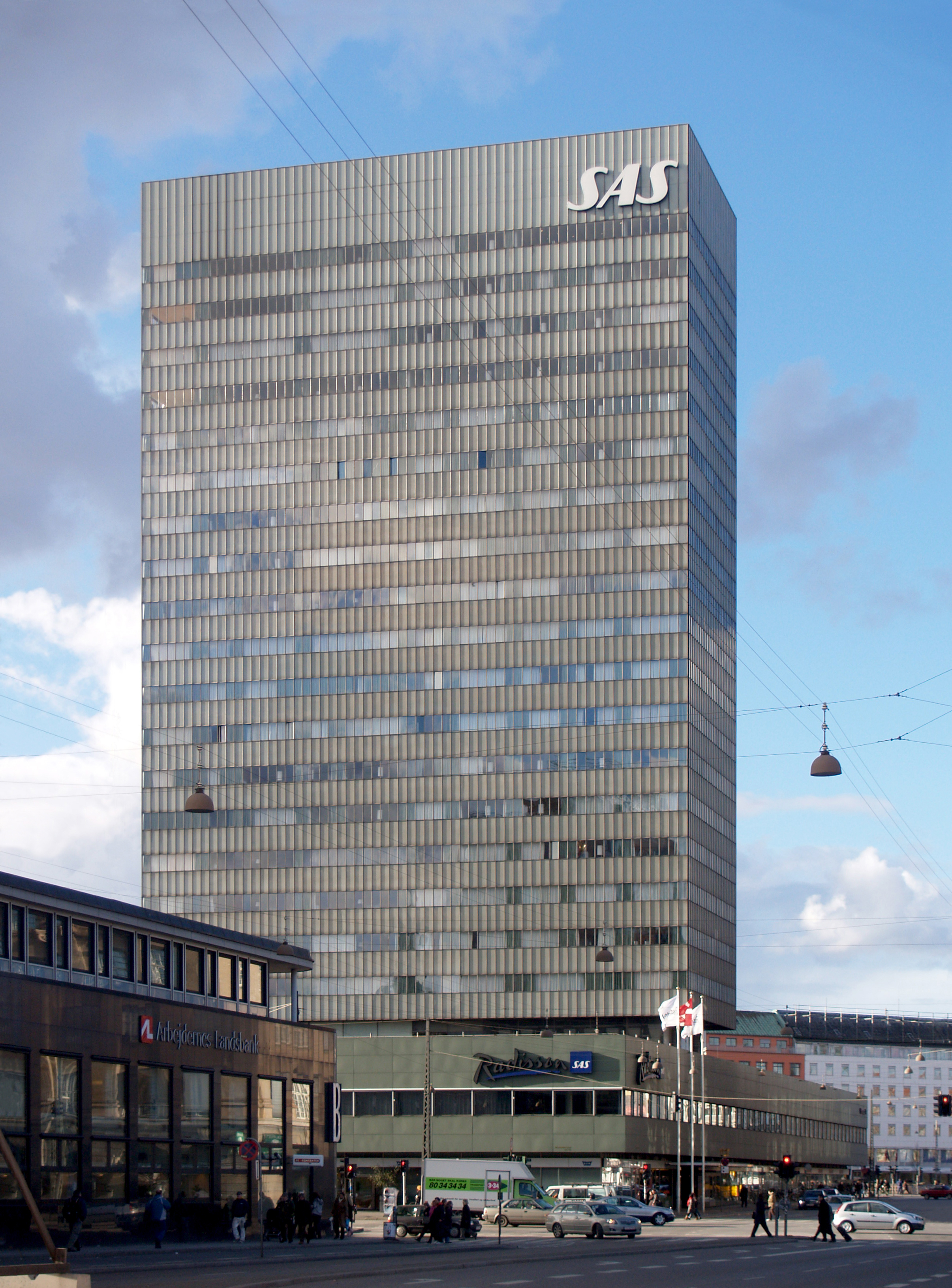
Hotel SAS koło Tivoli: kręcono tu sceny do filmu Gang Olsena: Paryski plan

- Katedra Najświętszej Marii Panny (Vor Frue Kirke)
- Kościół św. Ducha (Helligånds Kirke)
- Kościół Grundtviga (Grundtvigs Kirke)
- Kościół Holmen (Holmenskirke)
- Kościół Fryderyka (Frederiks Kirke)
- Kościół św. Mikołaja (Skt Nikolaj Kirke)
- Kościół św. Piotra (Skt Petri Kirke)
- Kościół zamkowy w Christiansborgu (Christiansborg Slotskirke)
- Kościół Najświętszego Zbawiciela (Vor Frelserskirke)
- Okrągła Wieża (Rundetårn) przy kościele św. Trójcy
- Wielka Synagoga w Kopenhadze

Pałace:
- Pałac Królewski Amalienborg
- Pałac Bernstorff (Bernstorff Slot)
- Pałac Charlottenborg
- Pałac Charlottenlund (Charlottenlund Slot)
- Zamek Królewski Christiansborg – dawny zamek królewski, obecnie budynek duńskiego parlamentu, Folketingu
- Zamek Frederiksberg (Frederiksberg Slot)
- Zamek Rosenborg

Ważniejsze muzea (bez muzeów mieszczących się w budynkach będących zabytkami samymi w sobie):
- Duńskie Muzeum Filmu (Det Danske Filmmuseum)
- Muzeum Geologiczne (Geologisk Museum)
- Gliptoteka (Glyptoteket)
- Muzeum Marynarki Wojennej (Orlogsmuseet)
- Muzeum Miasta Kopenhagi (Københavns Bymuseum)
- Muzeum Narodowe (Nationalmuseet)
- Muzeum Poczty i Telekomunikacji (Post & Tele Museum)
- Państwowe Muzeum Sztuki (Statens Museum For Kunst)
- Muzeum Thorvaldsena
- Zbrojownia (Tøjhusmuseet)

Pozostałe budynki i pomniki:
- Budynek Giełdy (Børsen)
- Budynek Sądu (Domhuset)
- Ratusz (Rådhus)
- Biblioteka Królewska z ogrodem i nowym budynkiem Czarnym Diamentem (Det Kongelige Bibliotek/Den Sorte Diamant)
- Teatr Królewski (Det Kongelige Teater)
- Gmach Nowej Opery Królewskiej na Holmen (Det Kongelige Teaters operhus på Holmen)
- Budynek Uniwersytetu Kopenhaskiego (Københavns Universitet)
- Kopenhaska Syrenka (Den lille Havfrue)
- Fontanna Gefion (Gefionspringvandet)
- Planetarium Tycho Brahe

Parki, ogrody itp.:
- Ogród botaniczny (Botanisk Have)
- Ogród zoologiczny
- Ogrody Tivoli
- Park rozrywki Bakken (Dyrehavsbakken)

## Galeria

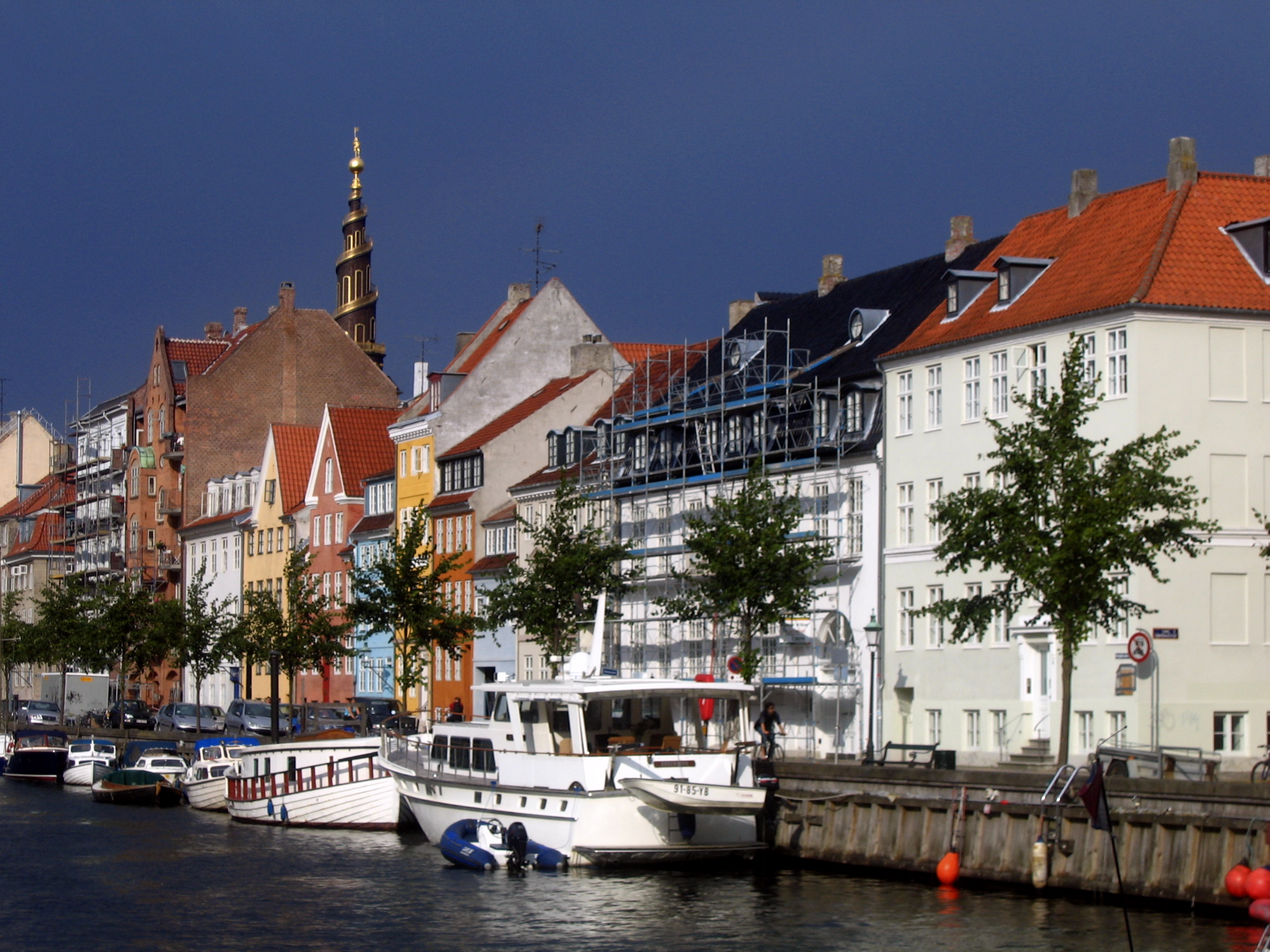
Christianshavn w Kopenhadze
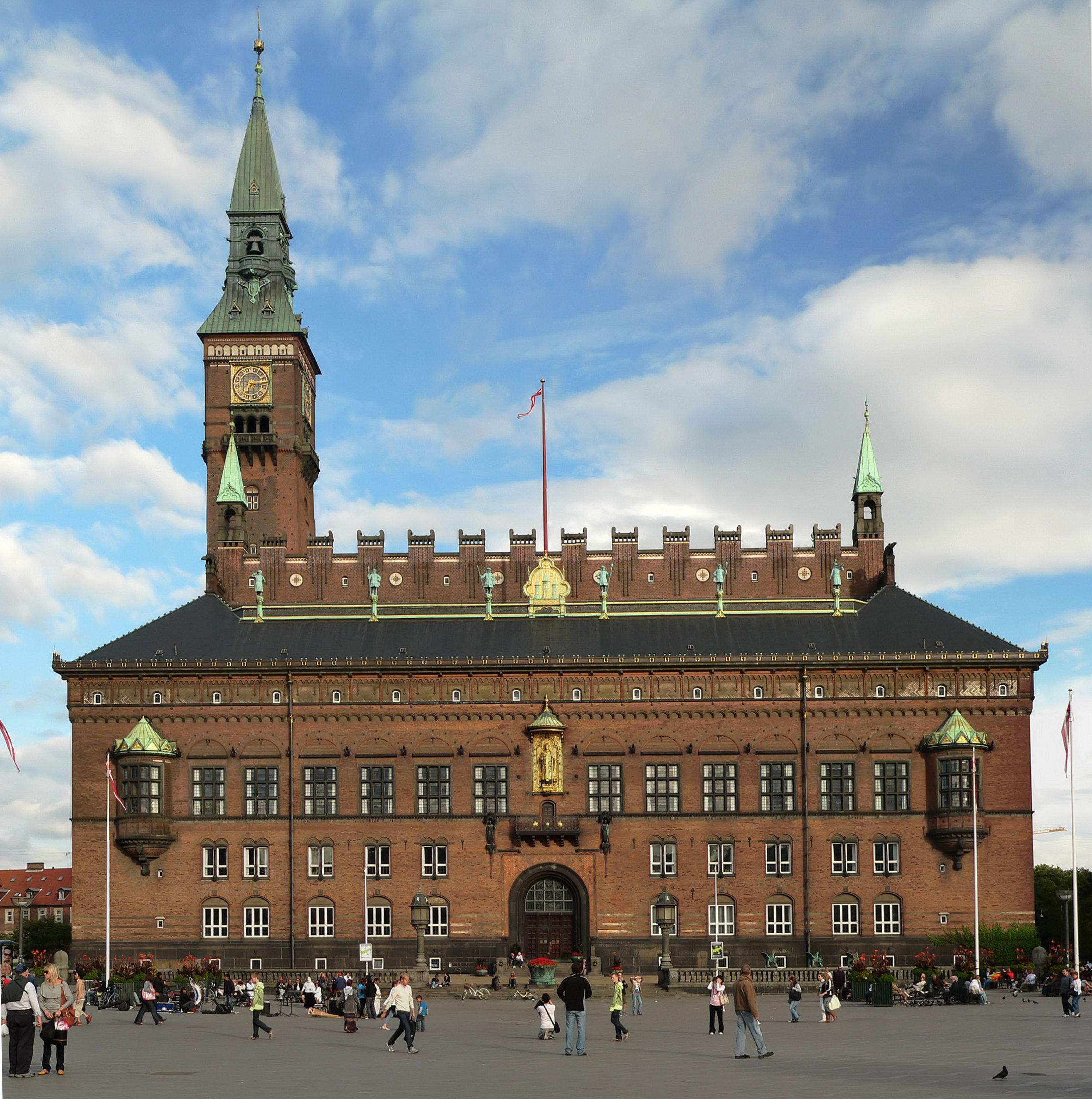
Ratusz
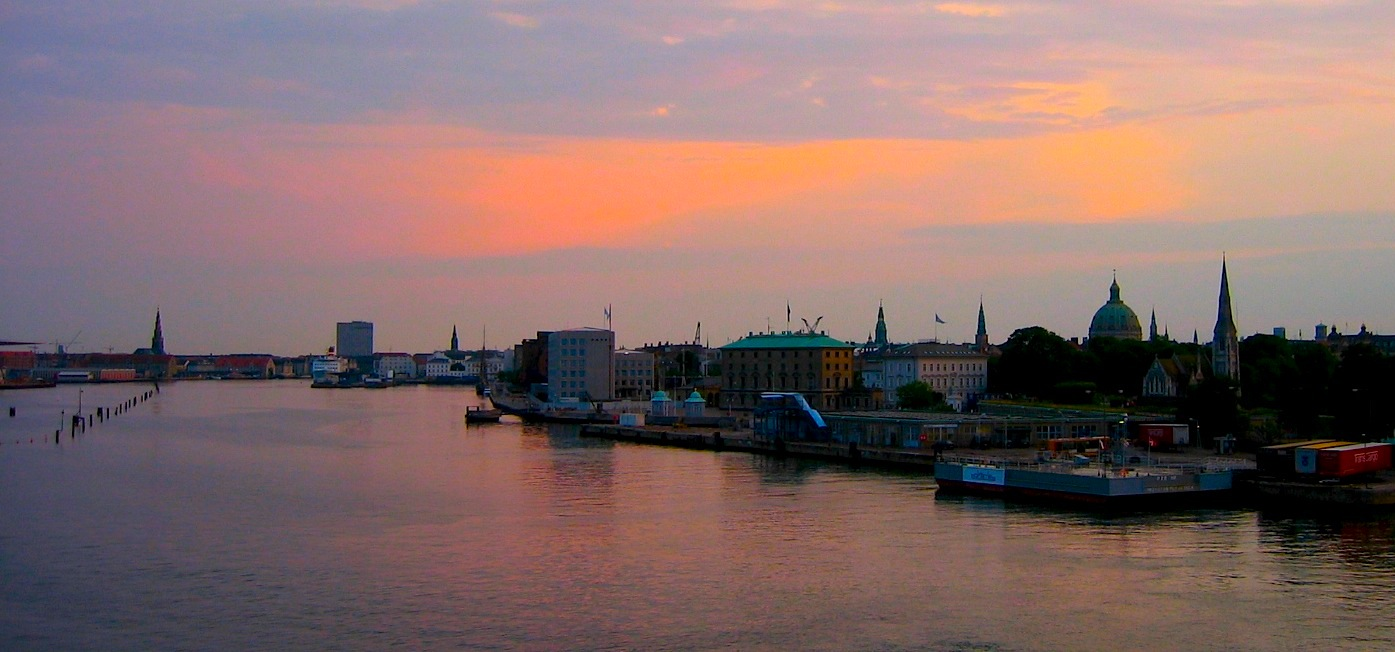
Kopenhaga od strony morza
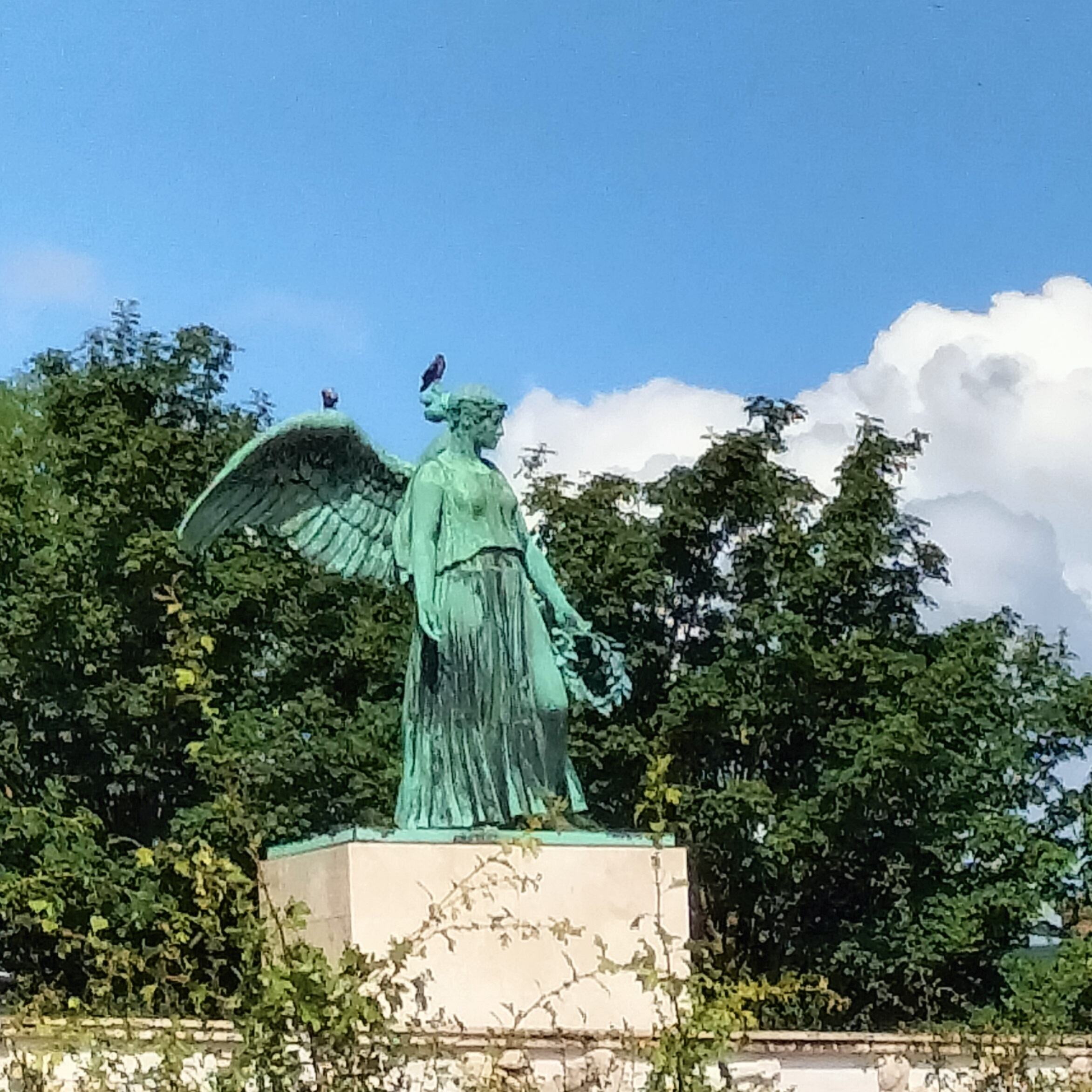
Posąg jednej z Walkirii w Kopenhadze, znajdujący się nieopodal Małej Syrenki
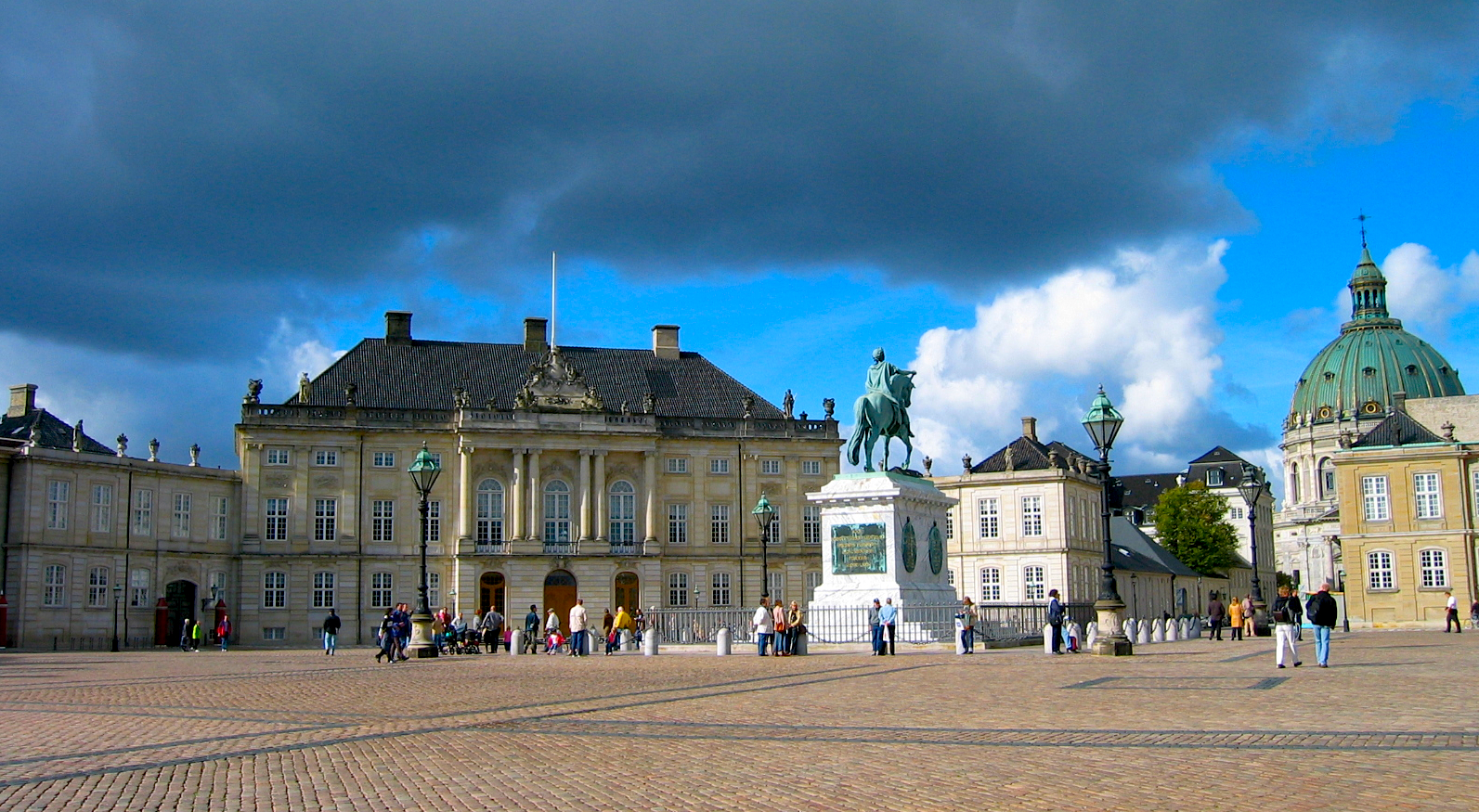
Amalienborg, Pałac Chrystiana VII
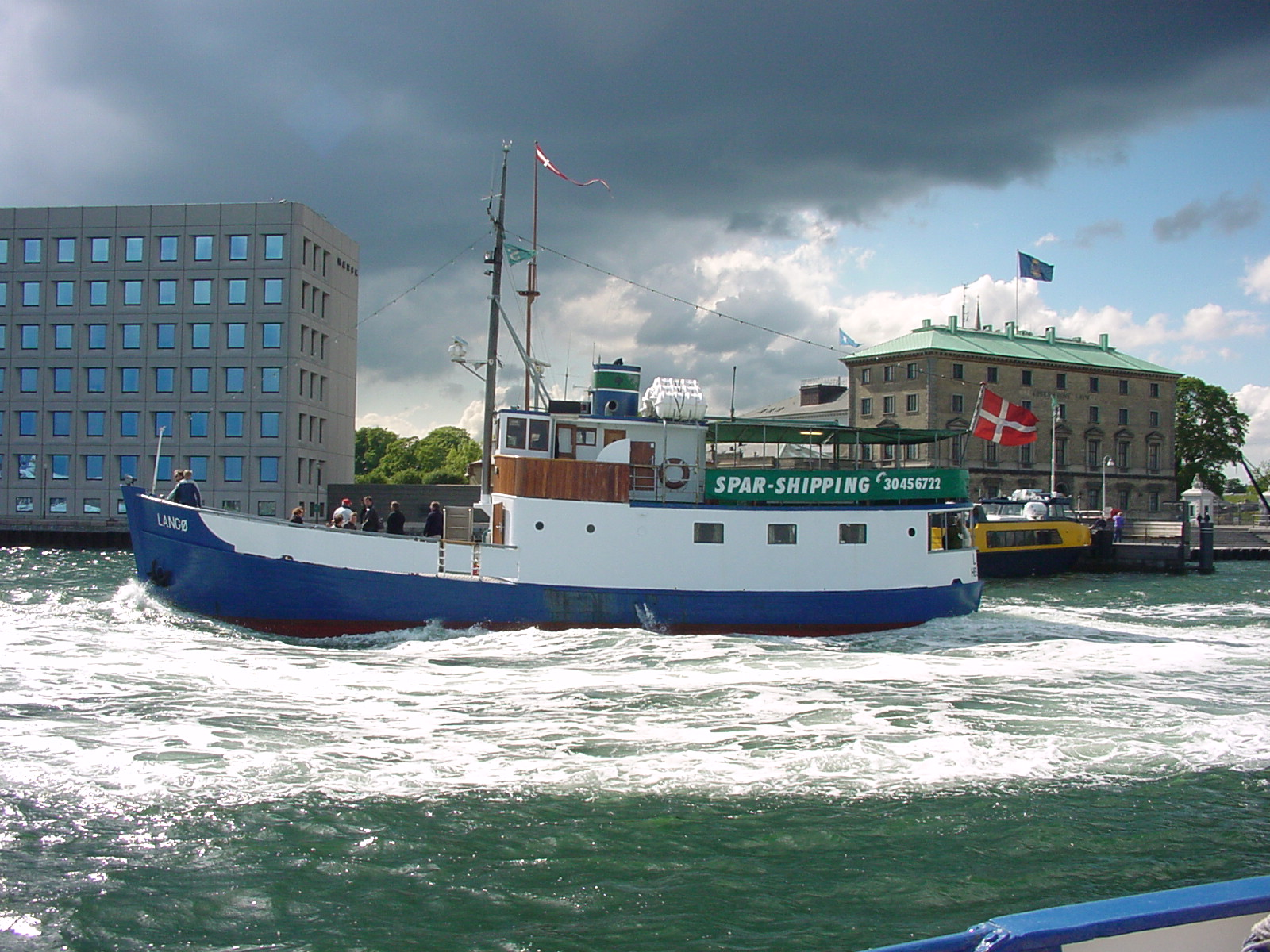
Port w Kopenhadze
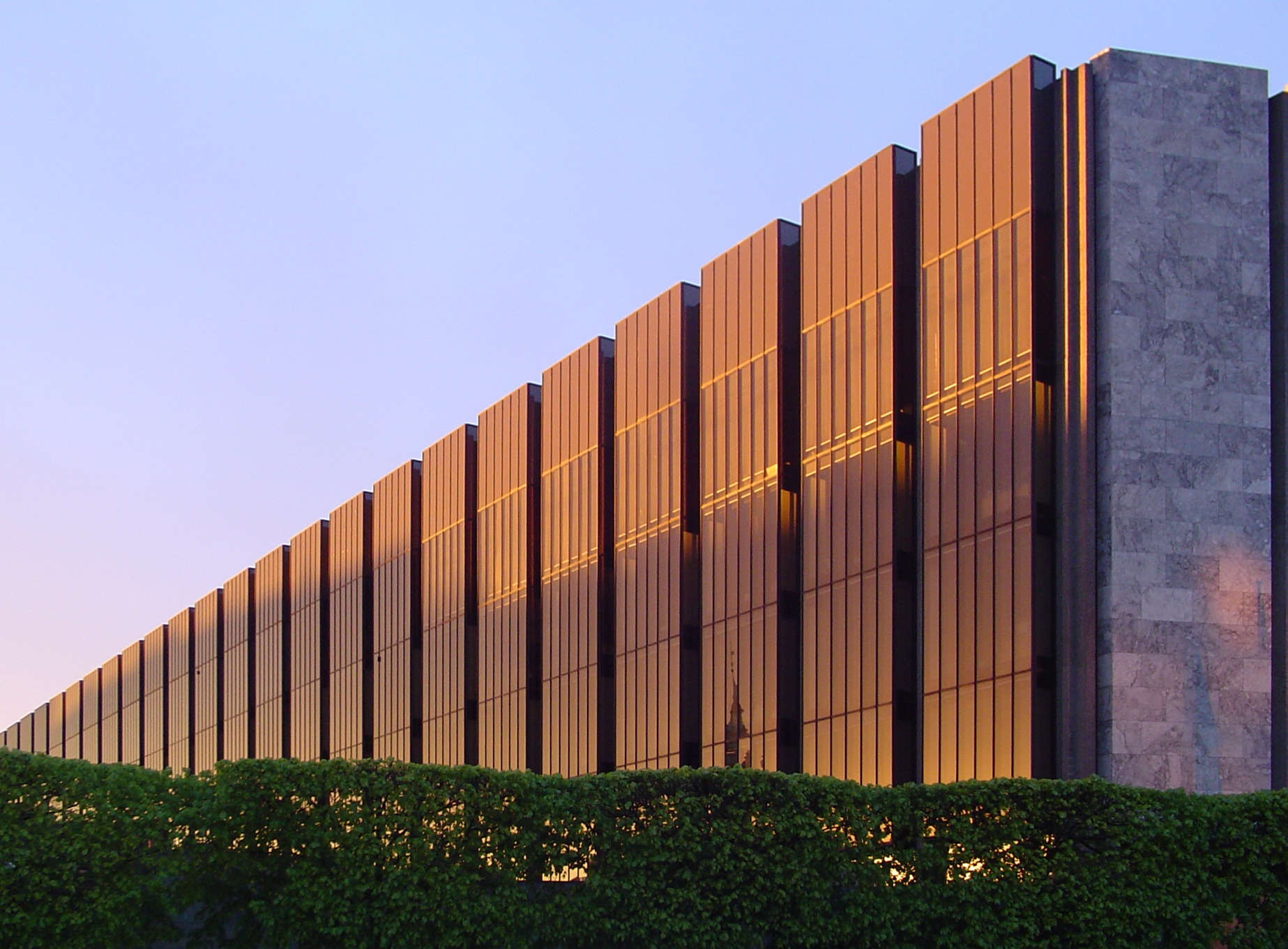
Gmach Banku Narodowego w Kopenhadze
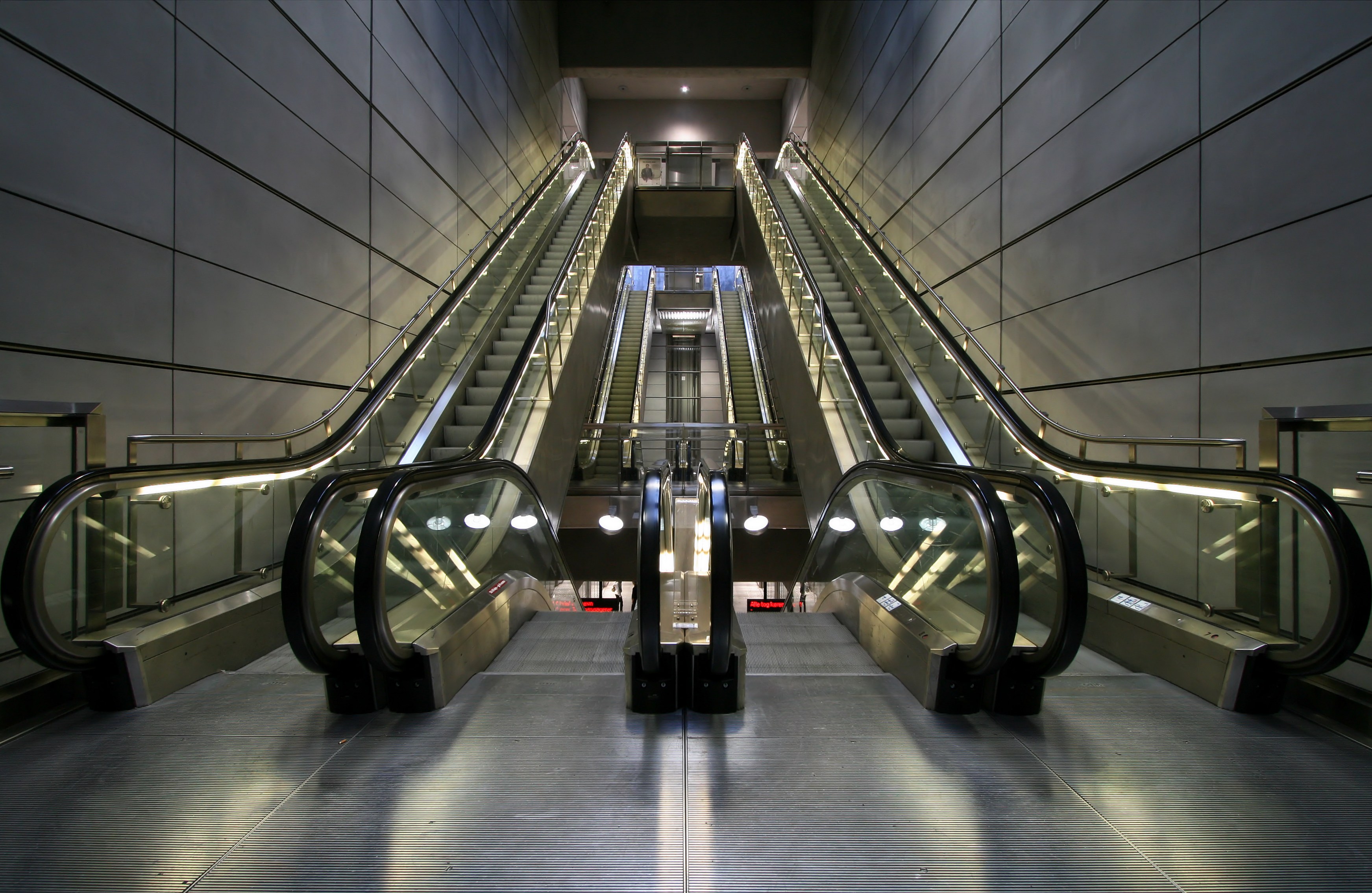
Ruchome schody na stacji Amagerbro kopenhaskiego metra
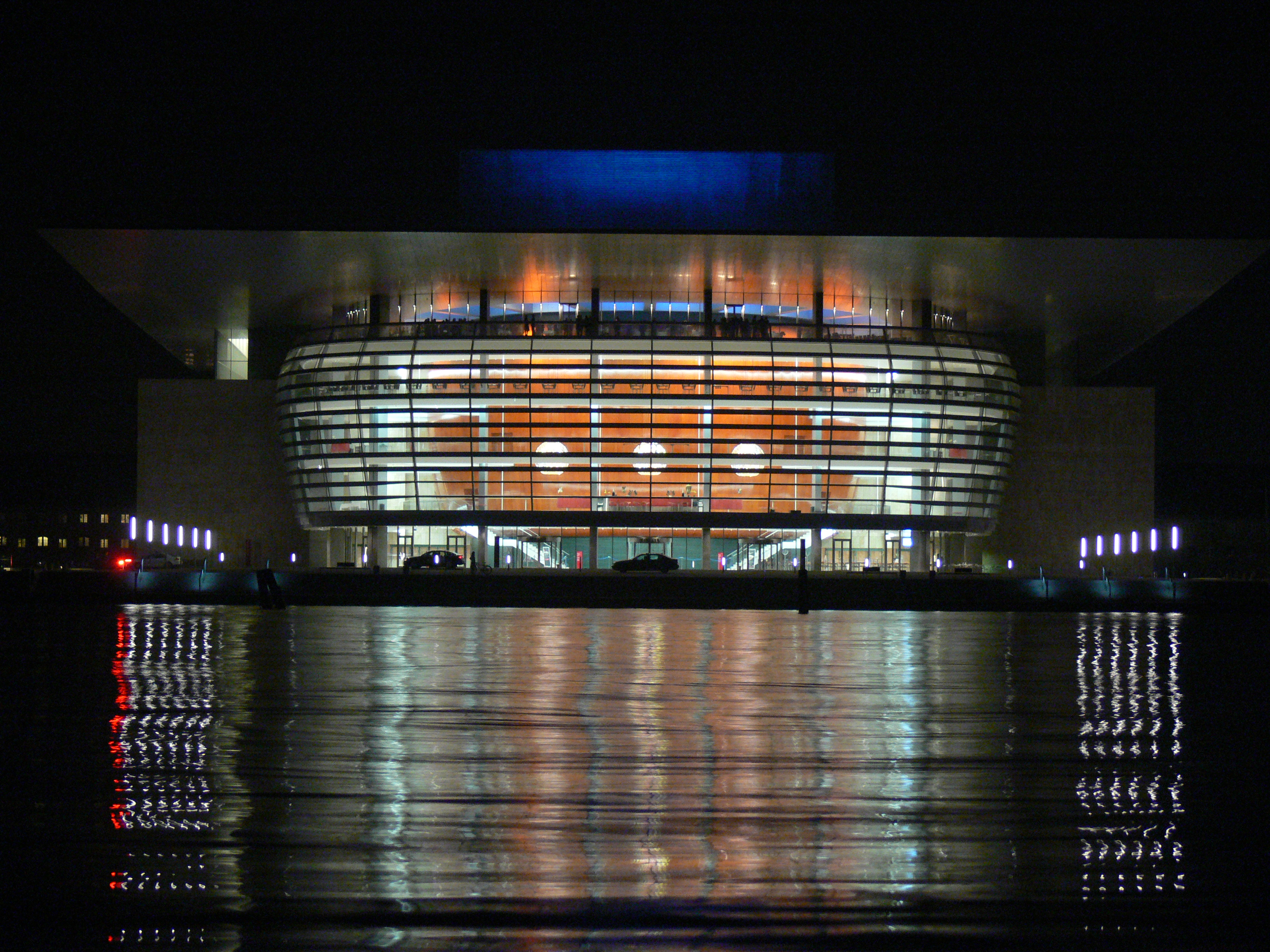
Gmach nowej Opery Królewskiej
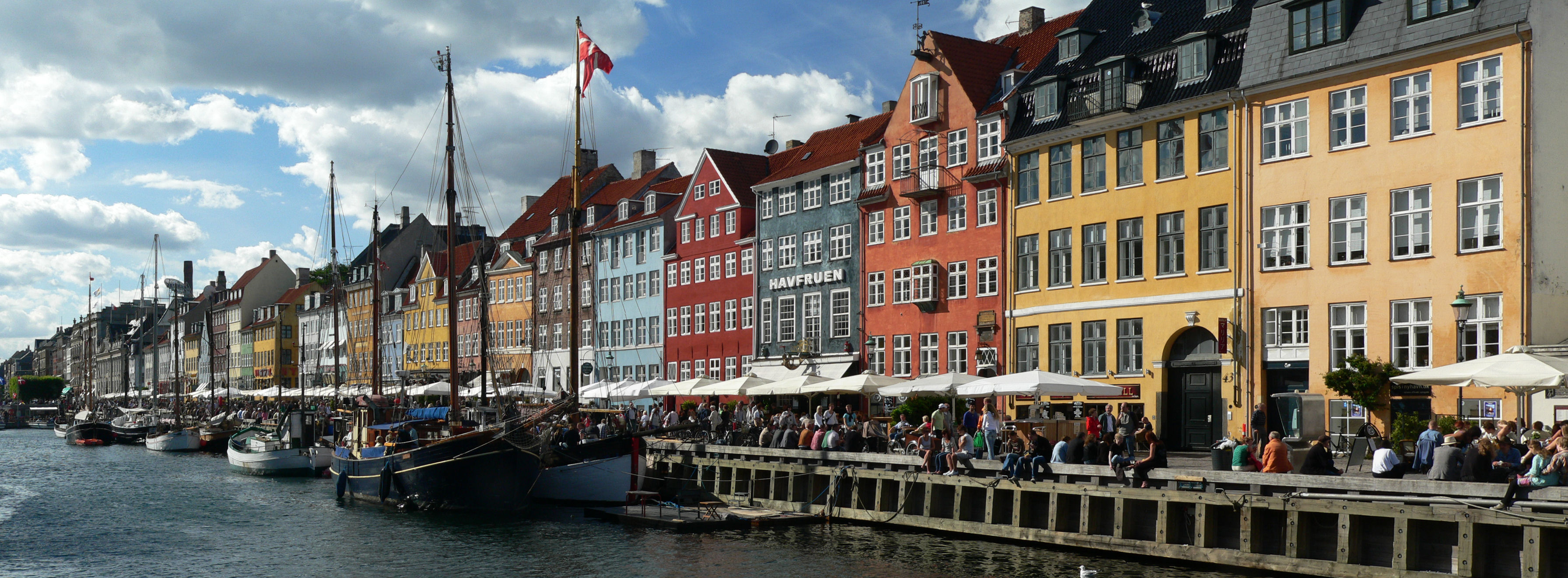
Nyhavn
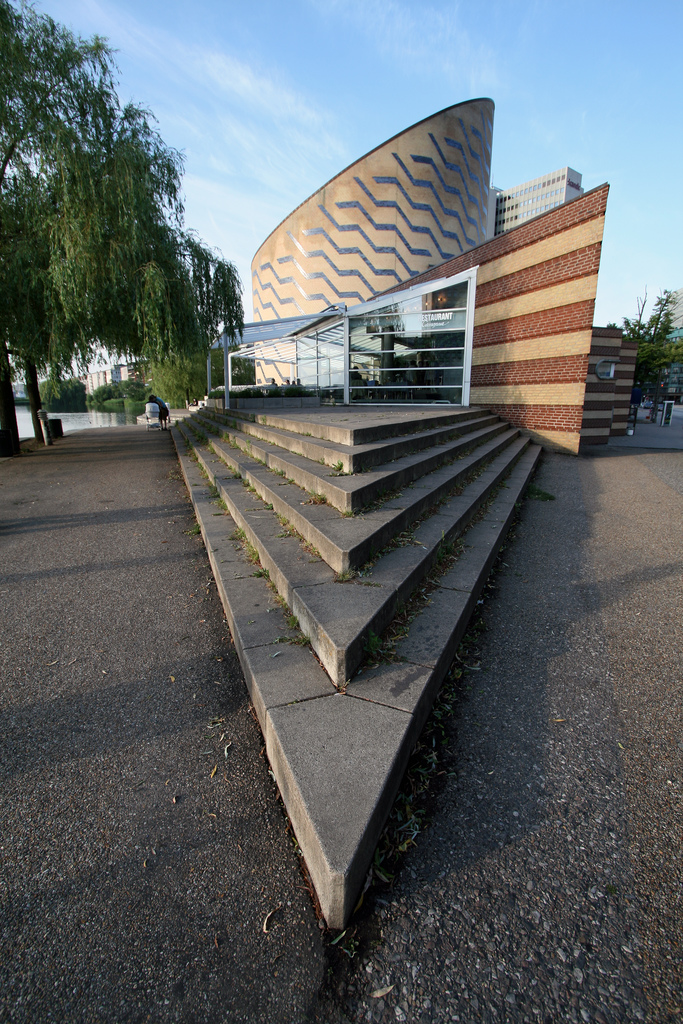
Kopenhaskie planetarium

## Demografia
- Wykres liczby ludności Kopenhagi na przestrzeni ostatnich 245 lat

źródło: Duński Urząd Statystyczny

## Transport

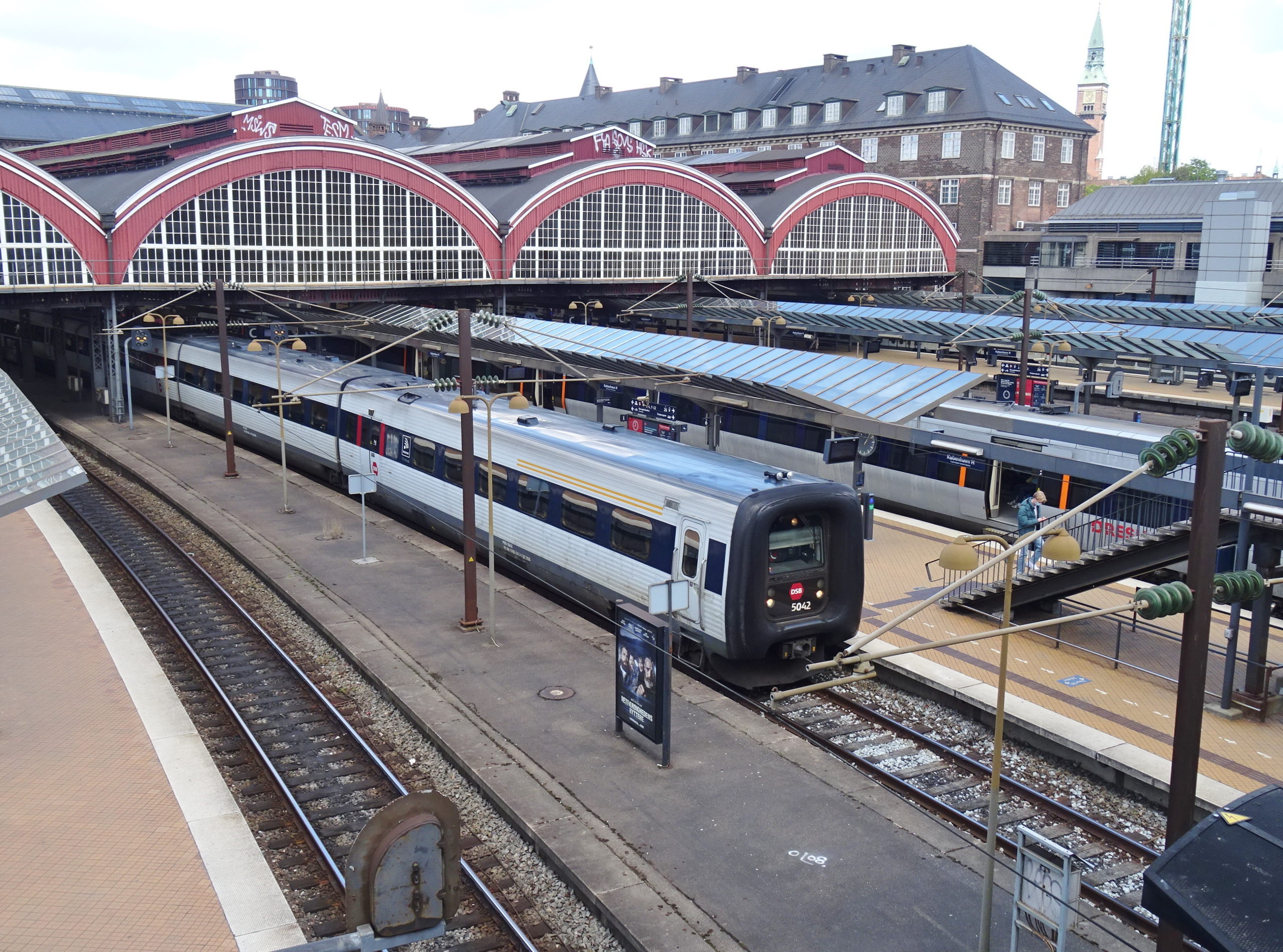
Dworzec Centralny w Kopenhadze

Jako największy duński port Kopenhaga ma połączenia promowe ze Szwecją, Norwegią, Niemcami i Wielką Brytanią. Na wyspie Amager położony jest jeden z większych w Europie i największy w Skandynawii międzynarodowy port lotniczy – Kastrup. Oprócz tego Zelandia połączona jest z sąsiadującymi wyspami (Fionią, Falster, Møn i Bogø) i Półwyspem Skandynawskim pięcioma mostami, co umożliwia ruch pociągów i samochodów.
W 2002 otwarto kopenhaskie metro, posiadające na początku dwie linie.
W Wielkiej Kopenhadze znajdują się stacje kolejowe: Dworzec Centralny (Københavns Hovedbanegård), Valby, Østerport, Hellerup, Lyngby, Nørreport, Vesterport, Ørestad, Svanemøllen, Brøndby Strand, Sydhavn, Dybbølsbro, Ryparken, Emdrup, Dyssegård, Vangede, Kildebakke, Buddinge, Stengården, Bagsværd, Skovbrynet, Hareskov, Værløse, Sjælør, Ny Ellebjerg, Friheden, Åmarken, Avedøre, Vallensbæk, Ishøj, Hundige, Enghave, Danshøj, Rødovre, Hvidovre, Brøndbyøster, Glostrup, Albertslund, Taastrup, Bernstorffsvej, Gentofte, Jægersborg, Sorgenfri, Virum, Holte, Frederikssund, Ølstykke, Gammel Toftegård, Stenløse, Veksø, Kildedal, Måløv, Ballerup, Malmparken, Skovlunde, Herlev, Husum, Islev, Jyllingevej, Vanløse, Flintholm, Peter Bangs Vej, Langgade, Charlottenlund, Ordrup, Klampenborg i Nordhavn.
W 2016 roku w Kopenhadze liczba podróży rowerem pierwszy raz wyprzedziła liczbę podróży samochodami. W mieście samochód posiada 29 procent mieszkańców – liczba wozów spadła od 1970 dwukrotnie, z ponad 350 tysięcy.

### Połączenia z Polską
Promowe
Polferries oferują pośrednie połączenia promowe Świnoujście-Ystad (od 6,5 do 7 godzin) do Szwecji i dalej lądem do Kopenhagi. Podobne rozwiązanie oferuje TT-Line. Promem ze Świnoujścia można dostać się do Trelleborga, a następnie przez most Öresund do Kopenhagi. Na trasie Świnoujście-Ystad kursują również promy Unity Line (od 7 do 9 godzin).
Autobusowe
Istnieje kilka firm przewozowych (regularne linie autobusowe) łączące Polskę z Danią. Trasa wiedzie przez Niemcy, a podróż do granic Danii trwa około 11–12 godzin, w zależności od miejsca z którego wyruszamy.
Samochodowe
Po połączeniu powietrznym, jest to druga pod względem oszczędności czasu, forma podróżowania pomiędzy Polską a Danią. Trasa również przez Niemcy i trwa około 6–7 godzin.
Lotnicze

## Sport

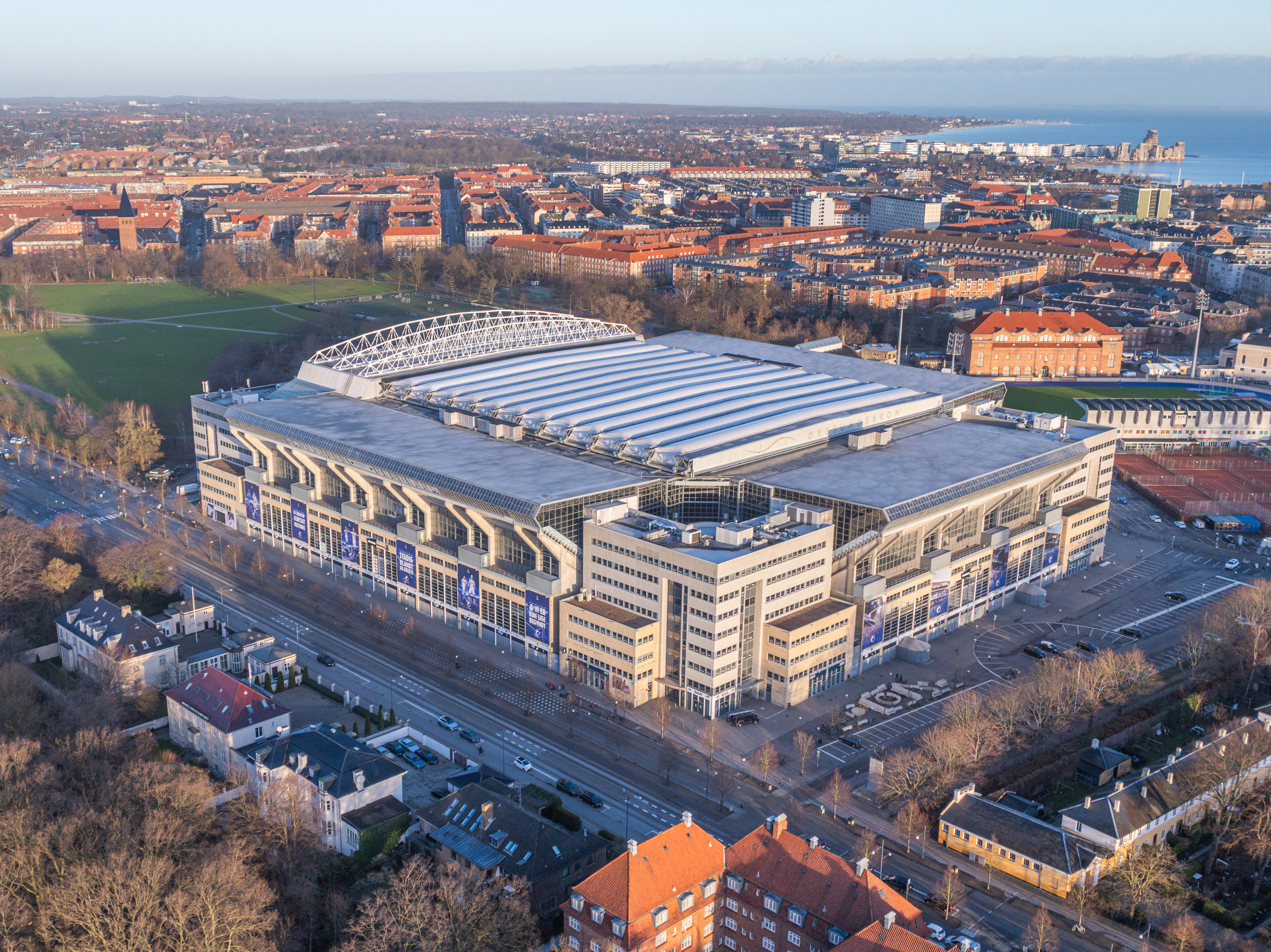
Parken

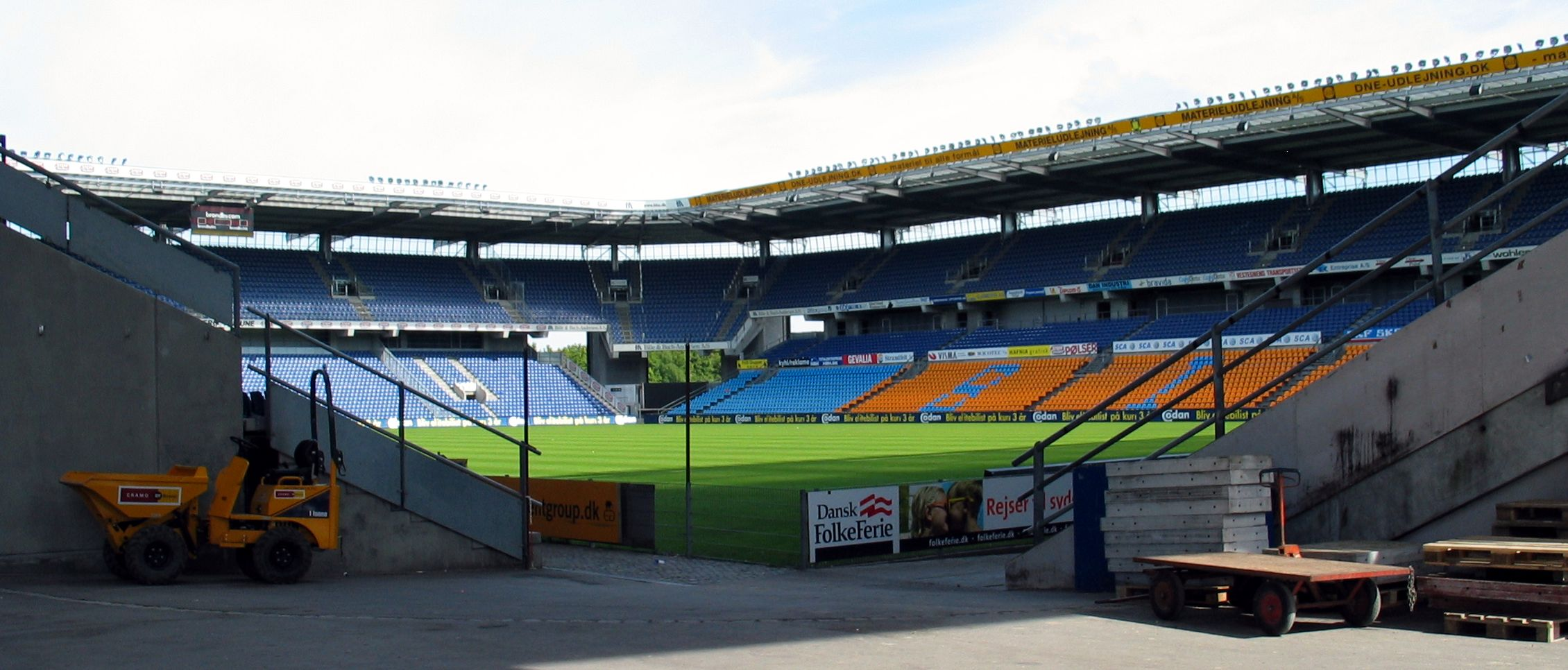
Stadion Brøndby IF

W latach 2003–2014 na stadionie Parken w Kopenhadze odbywała się Żużlowa Grand Prix Danii, jeden z turniejów cyklu Grand Prix.
Obecnie w Kopenhadze działa kilka dużych klubów piłkarskich:
- FC Kopenhaga – wielokrotny mistrz Danii oraz zdobywca Pucharu Danii, uczestnik fazy grupowej Ligi Mistrzów sezonu 2023/24 (2 wygrane i 2 zremisowany mecze w grupie A) oraz uczestnik 1/8 finału[15]
- Frem Kopenhaga
- Brøndby IF (z siedzibą w gminie Brøndby – na zachodnich przedmieściach Kopenhagi) – wielokrotny mistrz Danii oraz zdobywca Pucharu Danii
- AB Kopenhaga – kilkakrotny mistrz Danii w latach: 1950, 1977, 1978, 1979, 1981. Spadł do 1 dywizji w 1990 roku.
- B 1893 Kopenhaga
- Vanløse Idræts Forening

W latach 2010–2012 odbywał się tutaj turniej tenisowy cyklu WTA, e-Boks Open.

## Miasta partnerskie
- Paryż, Francja
- Praga, Czechy
- Reykjavík, Islandia
- Berlin, Niemcy
- Marsylia, Francja